# Jerzy Małecki (polityk)
Jerzy Wojciech Małecki (ur. 23 kwietnia 1972 w Piszu) – polski polityk, przedsiębiorca, bankowiec i samorządowiec, poseł na Sejm VIII i IX kadencji.

## Życiorys
W 1993 ukończył policealne studium zawodowe w Sopocie z dyplomem technika bankowości i finansów. W 2016 został absolwentem studiów licencjackich z zarządzania firmą na Uczelni Jańskiego w Łomży, a w 2018 – studiów magisterskich z ekonomii pracy i zarządzania kapitałem ludzkim na tej samej uczelni.
Przez kilkanaście lat pracował w sektorze bankowym, następnie zajął się prowadzeniem własnej działalności gospodarczej w branży finansowej i ubezpieczeniowej. W 1998 po raz pierwszy wybrany na radnego rady powiatu piskiego, reelekcję uzyskiwał w 2002, 2006, 2010 i 2014. Pełnił m.in. funkcję przewodniczącego rady powiatu. Wstąpił w międzyczasie do Prawa i Sprawiedliwości, stanął na czele powiatowych struktur tej partii. Został również przewodniczącym Klubu „Gazety Polskiej” w Piszu, sekretarzem NSZZ Pracowników Bankowości „Bankowiec” oraz członkiem Światowego Związku Żołnierzy Armii Krajowej.
W 2007 i 2011 bezskutecznie ubiegał się o mandat poselski z listy Prawa i Sprawiedliwości w okręgu olsztyńskim, otrzymując odpowiednio 2400 głosów oraz 3259 głosów. W kolejnych wyborach w 2015 uzyskał mandat poselski z ramienia PiS, dostał wówczas 5513 głosów. W wyborach parlamentarnych w 2019 z powodzeniem ubiegał się o reelekcję, otrzymując 9631 głosów.
We wrześniu 2020 został przez prezesa PiS Jarosława Kaczyńskiego zawieszony w prawach członka partii za złamanie dyscypliny klubowej, głosując przeciwko nowelizacji ustawy o ochronie zwierząt. Kilka dni później został zawieszony w pełnieniu funkcji przewodniczącego komitetu terenowego partii w Piszu. Zawieszenie w prawach członka partii wygasło w listopadzie tegoż roku. W wyborach w 2023 nie uzyskał mandatu na kolejną kadencję Sejmu. W 2024 ponownie został wybrany do rady powiatu, objął następnie funkcję wicestarosty.

## Życie prywatne
Jest żonaty, ma dwóch synów.